# 7739 Čech
7739 Čech è un asteroide della fascia principale. Scoperto nel 1982, presenta un'orbita caratterizzata da un semiasse maggiore pari a 2,3247741 UA e da un'eccentricità di 0,1259079, inclinata di 3,38904° rispetto all'eclittica.